# Fossa pterygopalatina

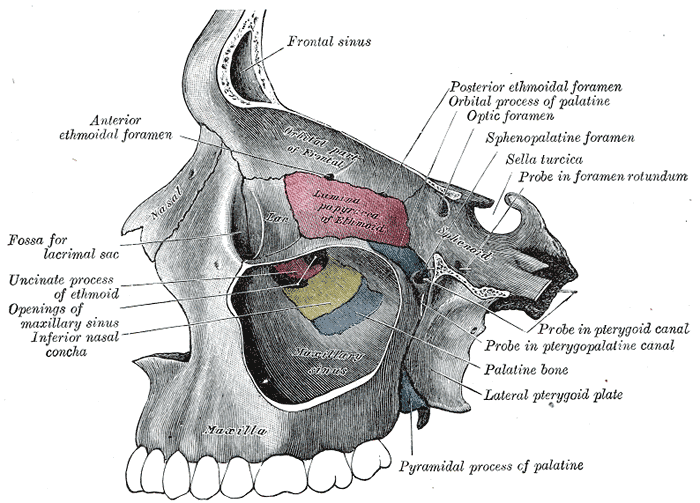
Linke Kieferhöhle – von außen geöffnet

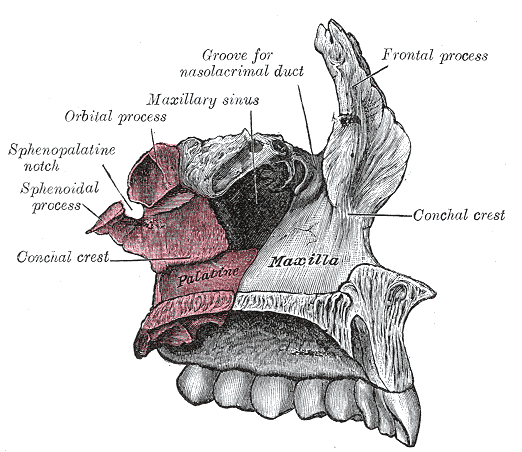
Linker Gaumen und Oberkiefer

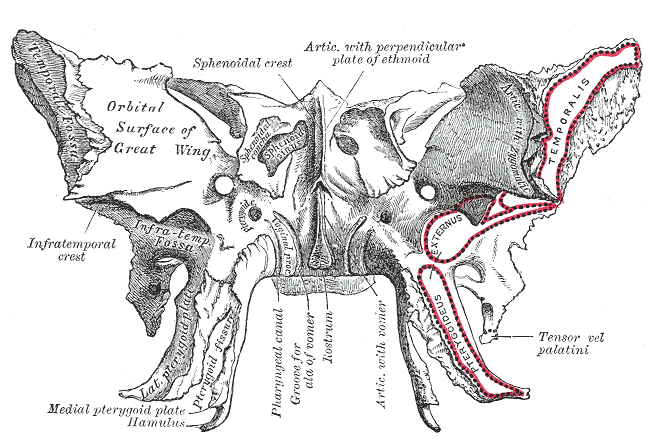
Beidseits – von vorne

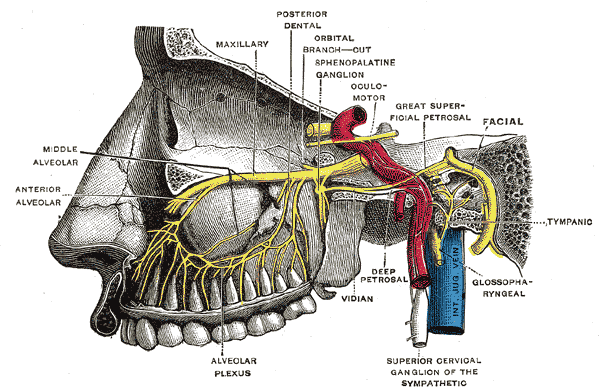
...

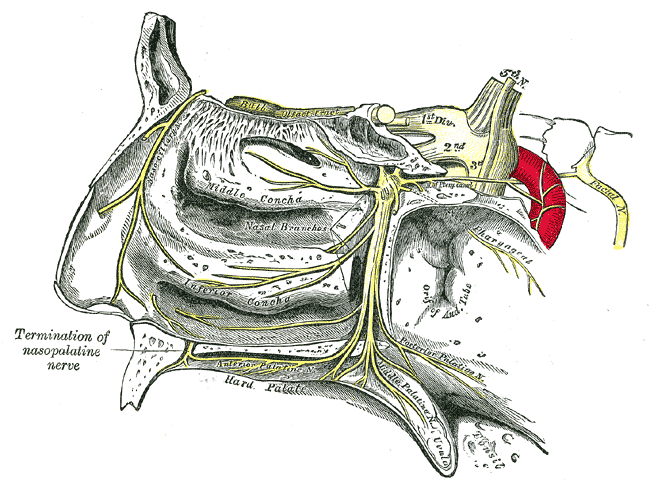
...

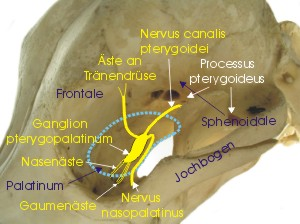
Fossa pterygopalatina (blau umrandet) und Ganglion pterygopalatinum beim Hund

Die Fossa pterygopalatina (Flügelgaumengrube) ist eine knöchern begrenzte Grube (lat. fossa) am Schädel.

## Grenzen
Sie hat folgende Grenzen:
- nach vorne (frontal): Maxilla (Facies infratemporalis)
- nach hinten (okzipital) und nach oben (parietal): Os sphenoidale (Lamina medialis processus pterygoidei)
- zur Mitte (medial): Os palatinum (Lamina perpendicularis)
- nach unten (basal): Sie verengt sich zum Canalis palatinus major
- seitlich (lateral): Fissura pterygomaxillaris (Durchtritt der A. maxillaris, abgehend von der Fossa infratemporalis zur Fossa pterygopalatina)

## Verbindungen
Die Fossa pterygopalatina hat Verbindungen zu anderen Teilen des Schädels:
| Richtung                | Verbindung                                                                            | Ziel                                                                             |
| ----------------------- | ------------------------------------------------------------------------------------- | -------------------------------------------------------------------------------- |
| nach vorne (frontal)    | Fissura orbitalis inferior                                                            | Orbita                                                                           |
| nach unten (basal)      | Canalis palatinus major                                                               | Mundhöhle und Canales palatini minores                                           |
| nach außen (lateral)    | Fissura pterygomaxillaris                                                             | Fossa infratemporalis                                                            |
| nach innen (medial)     | Foramen sphenopalatinum                                                               | Nasenhöhle                                                                       |
| nach hinten (okzipital) | 1. Foramen rotundum 1. Canalis palatovaginalis (pharyngealis) 2. Canalis pterygoideus | 1. Fossa cranii media 1. Nasopharynx 2. Basis cranii externa und Foramen lacerum |

## Inhalt
In der Fossa pterygopalatina liegen folgende anatomische Strukturen:
- Ganglion pterygopalatinum (mit Verbindung zum Nervus maxillaris)
- der dritte Abschnitt der Arteria maxillaris (pars pterygopalatina)
- Nerv im Canalis pterygoideus (N. petrosus major (parasympathisch) und N. petrosus profundus (sympathisch) = N. canalis pterygoideus)